# Яковлева, Лидия (гимнастка)
Лидия Анатольевна Яковлева (англ. Lidiia Iakovleva, род. 28 августа 2003) — австралийская гимнастка русского происхождения, член сборной команды Австралии. Она представляла Австралию на летних юношеских Олимпийских играх 2018 года и завоевала бронзовую медаль в Соревнованиях по спортивной гимнастике на летних юношеских Олимпийских играх 2018 года. Она выступит на летних Олимпийских играх 2024 года в составе сборной Австралии по художественной гимнастике.

## Биография
Яковлева родилась в Петрозаводске, она начала заниматься художественной гимнастикой, когда ей было пять лет.
Она переехала со своей семьей в Австралию, когда ей было семь.
На Юношеских Олимпийских играх 2018, она заняла 23-е место в индивидуальном многоборье и завоевала бронзовую медаль в смешанное многоборье в командном зачете.
Она была названа международной спортсменкой 2021 года на ежегодной премии Gymnastics Queensland Annual Awards в Австралии.
Яковлева выступала на чемпионате Океании 2021 года, который одновременно являлся чемпионатом Австралии. Она завоевала золотую медаль в многоборье.
На Олимпийских играх 2020 года она заняла 23-е место в квалификационном раунде.
На Олимпийских играх 2024 г. Яковлева будет выступать в составе группы.